# Nancy (película de 2018)
Nancy es una película de misterio escrita y dirigida por Christina Choe y estrenada en 2018. Protagoniza por Andrea Riseborough, J. Smith-Cameron, Ann Dowd, John Leguizamo y Steve Buscemi, se presentó en el Festival de Cine de Sundance el 20 de enero de 2018. Fue estrenada el 8 de junio de 2018, distribuida por Samuel Goldwyn Films.

## Reparto
- Andrea Riseborough : Nancy Freeman
- Steve Buscemi : Leo Lynch
- Ann Dowd : Betty Freeman, la madre de Nancy
- John Leguizamo : Jeb
- J. Smith-Cameron : Ellen Lynch, la mujer de Leo

## Estreno
La película se presentó en 2018 en el Festival de Sundance. Poco después, Samuel Goldwyn Films adquirió los derechos de distribución de la película. Fue estrenada el 8 de junio de 2018.

## Recepción
Nancy fue bien recibida por críticos. El sitio web Rotten Tomatoes dio datos de un 80% de aprobación, sobre 35 revisiones, con un índice medio de 6.6/10. Otra web, Metacritic, habló de una puntuación media de 68 sobre 100, basándose en 13 revisiones, indicando "generalmente revisiones favorables".